# Euro Hockey League
Pour les articles homonymes, voir EHL.
La Ligue européenne de hockey sur gazon (ou EHL pour Euro Hockey League) est une compétition annuelle de hockey sur gazon regroupant les meilleurs clubs européens. L'arbitrage vidéo est utilisé dans cette compétition.

## Déroulement du tournoi
Le tournoi réunit 24 équipes des 12 pays les mieux classés au classement européen. Les 4 pays les mieux classés engagent chacun 3 équipes, les 4 pays suivants (5e à 8e) engagent 2 équipes et les 4 pays suivants (9e à 12e) engagent 1 équipe.
- Phase de poules :
La première phase se déroule en 4 groupes de 3 équipes. Ces groupes rassemblent les 3es des 4 premiers pays (qui sont têtes de série), les 2es des pays classés 5e à 8e et les équipes des pays classés 9e à 12e. Chaque équipe se rencontre une fois. Les premiers de chaque groupe sont qualifiés pour la phase finale, les 2es et 3es sont éliminés.
- Phase finale : 
Les 4 vainqueurs de groupe rejoignent les 12 équipes restantes (1ers et 2es des pays classés 1er à 4e et les 1ers des pays classés 5e à 8e) dans un tournoi à élimination directe.

## Dotation
Le club vainqueur reçoit la somme de 20 000 euros; le finaliste reçoit 10 000 euros et le club finissant troisième 5 000 euros. Le meilleur joueur du tournoi reçoit 5 000 euros versé par le sponsor principal de l'épreuve ABN AMRO.

## Coefficient des championnats nationaux

### Calcul
| Classement    | Points |
| ------------- | ------ |
| Champion      | 36     |
| Vice-champion | 32     |
| Troisième     | 28     |
| Quatrième     | 24     |
| Cinquièmes    | 20     |
| Septièmes     | 18     |
| Neuvièmes     | 16     |
| Treizièmes    | 12     |
| Dix-septièmes | 10     |

| Classement | Points |
| ---------- | ------ |
| Premier    | 15     |
| Deuxième   | 13     |
| Troisième  | 11     |
| Quatrième  | 9      |
| Cinquième  | 7      |
| Sixième    | 6      |
| Septième   | 5      |
| Huitième   | 4      |

| Classement | Points |
| ---------- | ------ |
| Premier    | 8      |
| Deuxième   | 7      |
| Troisième  | 6      |
| Quatrième  | 5      |
| Cinquième  | 4      |
| Sixième    | 3      |
| Septième   | 2      |
| Huitième   | 1      |

### Classement des associations
Pour l'Euro Hockey League 2025-2026, les associations se voient attribuer des places en fonction de leurs coefficients de pays EHL, qui prennent en compte leurs performances en Euro Hockey League et les Trophées d'Europe I et II de 2022-2023 à 2024-2025.
|           |                | EHL & Trophy 2022-2023 | EHL & Trophy 2022-2023 | EHL & Trophy 2023-2024 | EHL & Trophy 2023-2024 | EHL & Trophy 2024-2025 | EHL & Trophy 2024-2025 | EHL & Trophy 2024-2025 | EHL & Trophy 2024-2025 | EHL & Trophy 2024-2025 | EHL & Trophy 2024-2025 |               |           |
| Rang 2025 | Pays           | Complet                | 25%                    | Complet                | 50%                    | Points EHL             | Points Trophy I        | Points Trophy II       | Sous-total             | Équipes                | Total 2025             | Points totaux | Rang 2024 |
| --------- | -------------- | ---------------------- | ---------------------- | ---------------------- | ---------------------- | ---------------------- | ---------------------- | ---------------------- | ---------------------- | ---------------------- | ---------------------- | ------------- | --------- |
| 1         | Pays-Bas       | 24.000                 | 6.000                  | 26.667                 | 13.334                 | 84.000                 |                        |                        | 84.000                 | 3                      | 28.000                 | 47.334        | 1         |
| 2         | Belgique       | 24.000                 | 6.000                  | 18.000                 | 9.000                  | 66.000                 |                        |                        | 66.000                 | 3                      | 22.000                 | 37.000        | 2         |
| 3         | Angleterre     | 14.000                 | 3.500                  | 22.000                 | 11.000                 | 56.000                 |                        |                        | 56.000                 | 3                      | 18.667                 | 33.167        | 3         |
| 4         | Allemagne      | 22.667                 | 5.667                  | 16.000                 | 8.000                  | 32.000                 |                        |                        | 32.000                 | 2                      | 16.000                 | 29.667        | 5         |
| 5         | Espagne        | 17.333                 | 4.333                  | 19.000                 | 9.500                  | 30.000                 |                        |                        | 30.000                 | 2                      | 15.000                 | 28.833        | 4         |
| 6         | France         | 11.000                 | 2.750                  | 11.000                 | 5.500                  | 16.000                 | 15.000                 |                        | 31.000                 | 2                      | 15.500                 | 23.750        | 7         |
| 7         | Irlande        | 12.000                 | 3.000                  | 12.500                 | 6.250                  | 12.000                 | 13.000                 |                        | 25.000                 | 2                      | 12.500                 | 21.750        | 8         |
| 8         | Autriche       | 9.500                  | 2.375                  | 13.500                 | 6.750                  | 22.000                 |                        |                        | 22.000                 | 2                      | 11.000                 | 20.125        | 6         |
| 9         | Écosse         | 10.500                 | 2.625                  | 12.500                 | 6.250                  | 10.000                 | 9.000                  |                        | 19.000                 | 2                      | 9.500                  | 18.375        | 9         |
| 10        | Tchéquie       | 8.500                  | 2.125                  | 8.000                  | 4.000                  | 10.000                 | 7.000                  |                        | 17.000                 | 2                      | 8.500                  | 14.625        | 11        |
| 11        | Suisse         | 9.500                  | 2.375                  | 7.000                  | 3.500                  | 10.000                 |                        | 2.000                  | 12.000                 | 2                      | 6.000                  | 11.875        | 10        |
| 12        | Portugal       | 3.000                  | 0.750                  | 5.000                  | 2.500                  |                        |                        | 11.000                 | 11.000                 | 2                      | 5.500                  | 8.750         | 14        |
| 13        | Italie         | 2.000                  | 0.500                  | 3.500                  | 1.750                  |                        | 5.000                  | 6.000                  | 11.000                 | 2                      | 5.500                  | 7.750         | 17        |
| 14        | Ukraine        | 9.000                  | 2.250                  | 4.500                  | 2.250                  |                        | 6.000                  |                        | 6.000                  | 2                      | 3.000                  | 7.500         | 13        |
| 15        | Pays de Galles | 8.500                  | 2.125                  | 6.500                  | 3.250                  |                        |                        |                        | 0.000                  | 1                      | 0.000                  | 5.375         | 12        |
| 16        | Danemark       | 4.500                  | 1.125                  | 2.500                  | 1.250                  |                        |                        | 5.000                  | 5.000                  | 2                      | 2.500                  | 4.875         | 15        |
| 17        | Pologne        | 0.000                  | 0.000                  | 0.000                  | 0.000                  |                        |                        | 7.000                  | 7.000                  | 2                      | 3.500                  | 3.500         | 19        |
| 18        | Turquie        | 1.500                  | 0.375                  | 4.000                  | 2.000                  |                        |                        |                        | 0.000                  | 1                      | 0.000                  | 2.375         | 16        |
| 19        | Croatie        | 3.000                  | 0.750                  | 1.500                  | 0.750                  |                        |                        |                        | 0.000                  | 1                      | 0.000                  | 1.500         | 18        |

## Résultats
| Édition   | Lieu        | Champion                                    | Vice-champion                               | Troisième place                             | Quatrième place                             |
| --------- | ----------- | ------------------------------------------- | ------------------------------------------- | ------------------------------------------- | ------------------------------------------- |
| 2007-2008 | Rotterdam   | UHC Hamburg                                 | HGC                                         | HC Rotterdam                                | Club Egara                                  |
| 2008-2009 | Rotterdam   | HC Bloemendaal                              | UHC Hamburg                                 | HC Rotterdam                                | KHC Leuven                                  |
| 2009-2010 | Amsterdam   | UHC Hamburg                                 | HC Rotterdam                                | AH&BC Amsterdam                             | Real Club de Polo                           |
| 2010-2011 | La Haye     | HGC                                         | Club Campo de Madrid                        | Reading HC                                  | MHC Oranje Zwart                            |
| 2011-2012 | Amsterdam   | UHC Hamburg                                 | AH&BC Amsterdam                             | KHC Dragons                                 | HC Rotterdam                                |
| 2012-2013 | Bloemendaal | HC Bloemendaal                              | KHC Dragons                                 | AH&BC Amsterdam                             | Rot-Weiss Köln                              |
| 2013-2014 | Eindhoven   | Harvestehuder THC                           | MHC Oranje Zwart                            | KHC Dragons                                 | Royal Racing Club Bruxelles                 |
| 2014-2015 | Bloemendaal | MHC Oranje Zwart                            | UHC Hamburg                                 | HC Bloemendaal                              | Royal Daring HC                             |
| 2015-2016 | Barcelone   | SV Kampong                                  | AH&BC Amsterdam                             | Harvestehuder THC                           | Atlètic Terrassa HC                         |
| 2016-2017 | Anvers      | Rot-Weiss Köln                              | HC Oranje-Rood                              | KHC Dragons                                 | Wimbledon HC                                |
| 2017-2018 | Bloemendaal | HC Bloemendaal                              | SV Kampong                                  | HC Rotterdam                                | Royal Herakles HC                           |
| 2018-2019 | Eindhoven   | Waterloo Ducks HC                           | Rot-Weiss Köln                              | Mannheimer HC                               | Real Club de Polo                           |
| 2019-2020 | Amsterdam   | Annulé en raison de la pandémie de Covid-19 | Annulé en raison de la pandémie de Covid-19 | Annulé en raison de la pandémie de Covid-19 | Annulé en raison de la pandémie de Covid-19 |
| 2021      | Amsterdam   | HC Bloemendaal                              | Atlètic Terrassa HC                         | Royal Léopold Club                          | HTC Uhlenhorst Mülheim                      |
| 2022      | Amsterdam   | HC Bloemendaal                              | Rot-Weiss Köln                              | Surbiton HC                                 | Club Campo de Madrid                        |
| 2022-2023 | Amsterdam   | HC Bloemendaal                              | Rot-Weiss Köln                              | Royal Racing Club Bruxelles                 | Atlètic Terrassa HC                         |
| 2023-2024 | Amsterdam   | Pinoké                                      | SV Kampong                                  | Old Georgians HC                            | Rot-Weiss Köln                              |
| 2024-2025 | Bois-le-Duc | La Gantoise HC                              | HC Bloemendaal                              | HC Rotterdam                                | SV Kampong                                  |

## Meilleur joueur
| Saison    | Vainqueur        |
| --------- | ---------------- |
| 2007-2008 | Moritz Fürste    |
| 2008-2009 | Teun de Nooijer  |
| 2009-2010 | Moritz Fürste    |
| 2010-2011 | Rob Short        |
| 2011-2012 | Nicolas Jacobi   |
| 2012-2013 | Teun de Nooijer  |
| 2013-2014 | Tobias Walter    |
| 2014-2015 | Tom Boon         |
| 2015-2016 | Bjorn Kellerman  |
| 2018-2019 | William Ghislain |